# Сакигакэ
Сакигакэ (яп. さきがけ, буквально «Пионер») — первая японская автоматическая межпланетная станция (АМС) и первый межпланетный зонд, созданный не США и не СССР. 
Аппарат предназначался для демонстрации эффективности новой ракеты-носителя, испытания схем преодоления гравитационного притяжения Земли на базе японской техники, наблюдения космической плазмы и магнитного поля в межпланетном пространстве. 
Сакигакэ — часть так называемой «Армады Галлея», группы космических аппаратов отправленных на изучение кометы Галлея. Сигналы Сакигакэ позволили внести корректировки для аппарата Суйсэй, запущенного несколькими месяцами позже.
Космический аппарат Сакигакэ был разработан Институте космических исследований и аэронавтики (яп. 宇宙航空研究所) (ISAS)  который в настоящее время является частью японского космического агентства JAXA.

## Инструменты
Аппарат нёс на борту датчики ионов солнечного ветра (SOW) и плазменных волн (PWP), а также магнитометр для изучения солнечного ветра и межпланетного пространства (IMF). В отличие от «Суйсэй», на борту «Сакигакэ» не было устройств передачи изображений.

## Полёт
Сакигакэ был запущен 7 января 1985 года с пусковой площадки космического центра Кагосима при помощи ракеты-носителя M-3SII-1. Аппарат совершил пролёт мимо кометы Галлея 11 марта 1986 года на расстоянии 6,99 миллионов километров. Существовали планы использовать зонд для сближения с кометой 21P/Джакобини — Циннера, от которых пришлось отказаться из-за нехватки топлива. 
С 15 ноября 1995 года исследователи перестали получать телеметрию с аппарата, хотя сигнал маячка продолжал поступать до 7 января 1999 года.